# Karol Blok

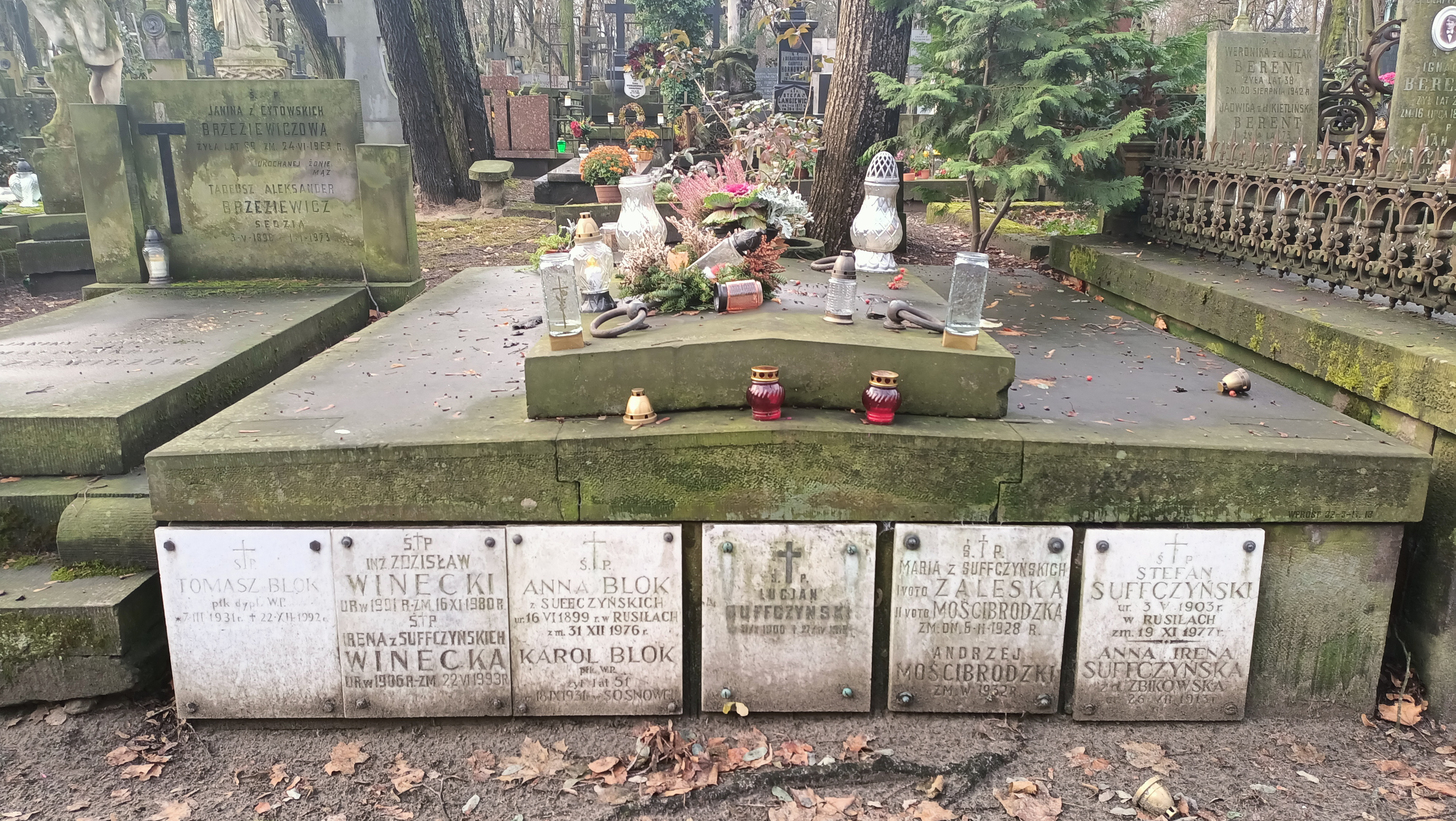
Grób Karola Bloka na cmentarzu Poazkowskim w Warszawie

Karol Jan Krystyn Blok (ur. 16 maja 1880 w Łękach Kościelnych, zm. 18 września 1931 w Sosnowcu) – pułkownik piechoty Wojska Polskiego.

## Życiorys
Urodził się 16 maja 1880 w Łękach Kościelnych, w ówczesnym powiecie kutnowskim guberni warszawskiej, w rodzinie Franciszka.
Był zawodowym oficerem Armii Imperium Rosyjskiego. 1 stycznia 1909, w stopniu porucznika, pełnił służbę w 22 Wschodniosyberyjskim Pułku Strzelców w Błagowieszczeńsku (od 1910 – 22 Syberyjski Pułk Strzelców w Nikolsku Ussuryjskim). W czasie I wojny światowej walczył w szeregach macierzystego pułku. 5 czerwca 1916 pod Świdnikami został kontuzjowany. Następnie w I Korpusie Polskim w Rosji.
W okresie od 7 listopada 1918 roku do 10 lipca 1919 roku dowodził 3 Pułkiem Piechoty Polskiej Siły Zbrojnej, wkrótce przemianowanym na 9 Pułk Piechoty Legionów. W czasie wojny z bolszewikami pełnił służbę w dowództwie 6 Armii oraz dowodził 71 Pułkiem Piechoty (od 4 do 15 lipca 1920 roku). 18 lutego 1921 roku został komendantem Powiatowej Komendy Uzupełnień 4 Pułku Piechoty Legionów w Kielcach. W marcu tego roku został przeniesiony na stanowisko komendanta Powiatowej Komendy Uzupełnień 11 Pułku Piechoty w Będzinie. W listopadzie 1921 roku, po wprowadzeniu nowej organizacji pokojowej służby poborowej, pozostał na stanowisku komendanta Powiatowej Komendy Uzupełnień Będzin w Sosnowcu, a następnie Powiatowej Komendy Uzupełnień Sosnowiec. Z dniem 31 grudnia 1928 roku został przeniesiony w stan spoczynku. Zmarł 18 września 1931 w Sosnowcu, został pochowany na cmentarzu Powązkowskim w Warszawie (kwatera 32 WPROST, rząd 3, miejsce 16, 17).
Sprawa awansów Karola Bloka jest charakterystyczna dla pierwszych trzech lat Wojska Polskiego. Rozkazem dowódcy I Korpusu Polskiego w Rosji nr 266 z 12 czerwca 1918 roku został awansowany na podpułkownika. 15 października 1918 roku Rada Regencyjna Królestwa Polskiego mianowała „majora Blocka Karola podpułkownikiem z patentem z 12 października 1918 roku”. 7 grudnia 1918 roku Naczelny Wódz Józef Piłsudski zatwierdził awans przyznany przez generała lejtnanta Józefa Dowbor-Muśnickiego. 11 czerwca 1920 roku został zatwierdzony z dniem 1 kwietnia tego roku w stopniu podpułkownika, w piechocie, w grupie oficerów byłych Korpusów Wschodnich i byłej armii rosyjskiej. 3 maja 1922 roku został zweryfikowany w stopniu podpułkownika ze starszeństwem z 1 czerwca 1919 roku i 17. lokatą w korpusie oficerów piechoty, a jego oddziałem macierzystym był 11 Pułk Piechoty. W końcu, 16 marca 1927 roku został mianowany pułkownikiem ze starszeństwem z 1 stycznia 1927 roku i 1. lokatą w korpusie oficerów piechoty. 

## Ordery i odznaczenia
- Order Świętego Włodzimierza 4 stopnia z mieczami i kokardą – 12 listopada 1915[1]